# Signalisation tramway
 (août 2012).
 (décembre 2011).
Si vous disposez d'ouvrages ou d'articles de référence ou si vous connaissez des sites web de qualité traitant du thème abordé ici, merci de compléter l'article en donnant les références utiles à sa vérifiabilité et en les liant à la section « Notes et références ».

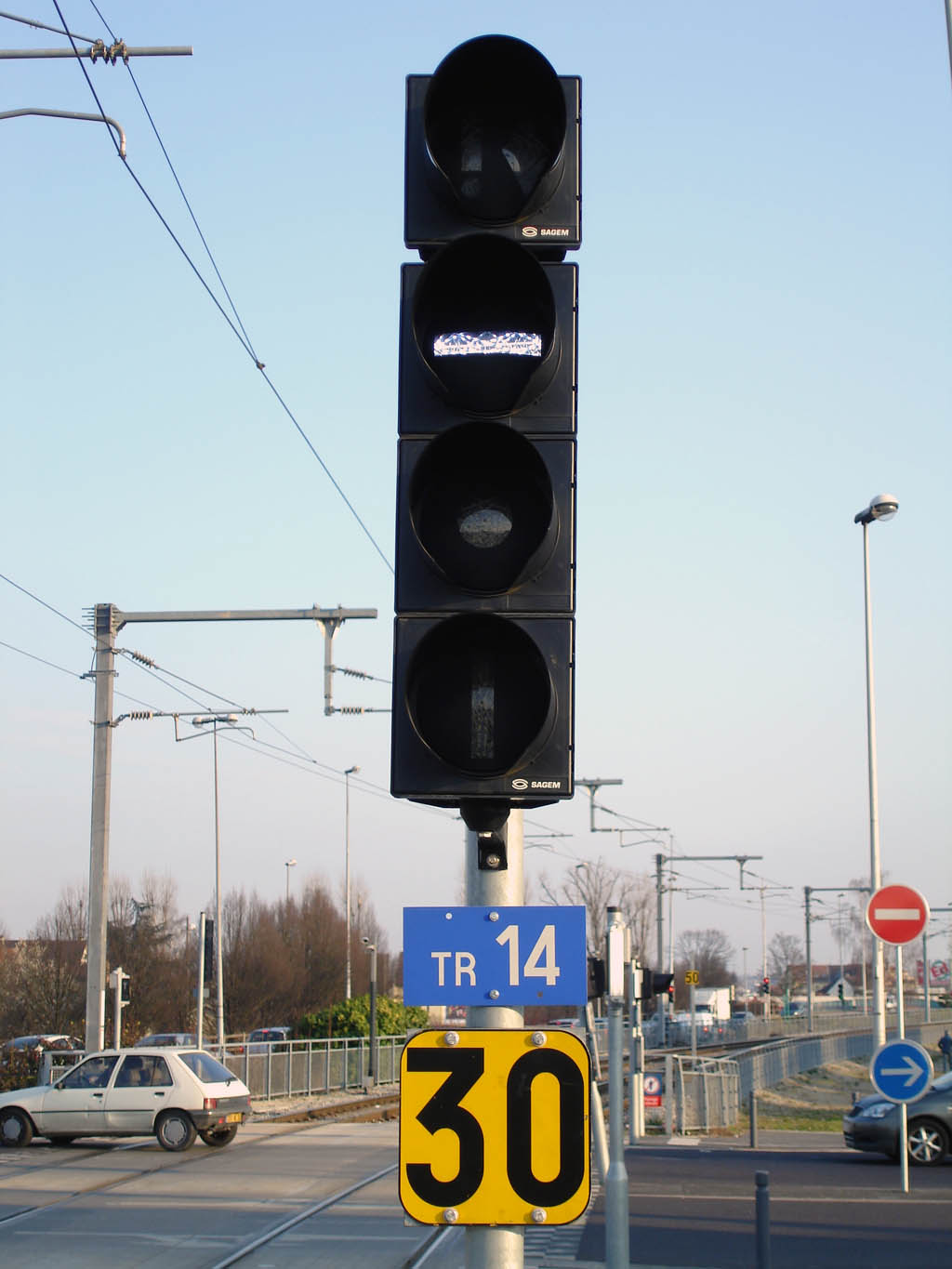
Signalisation du T4 francilien : Signal de type R17 imposant l'arrêt au tram avant une traversée routière — Sevran (Seine-Saint-Denis), France.

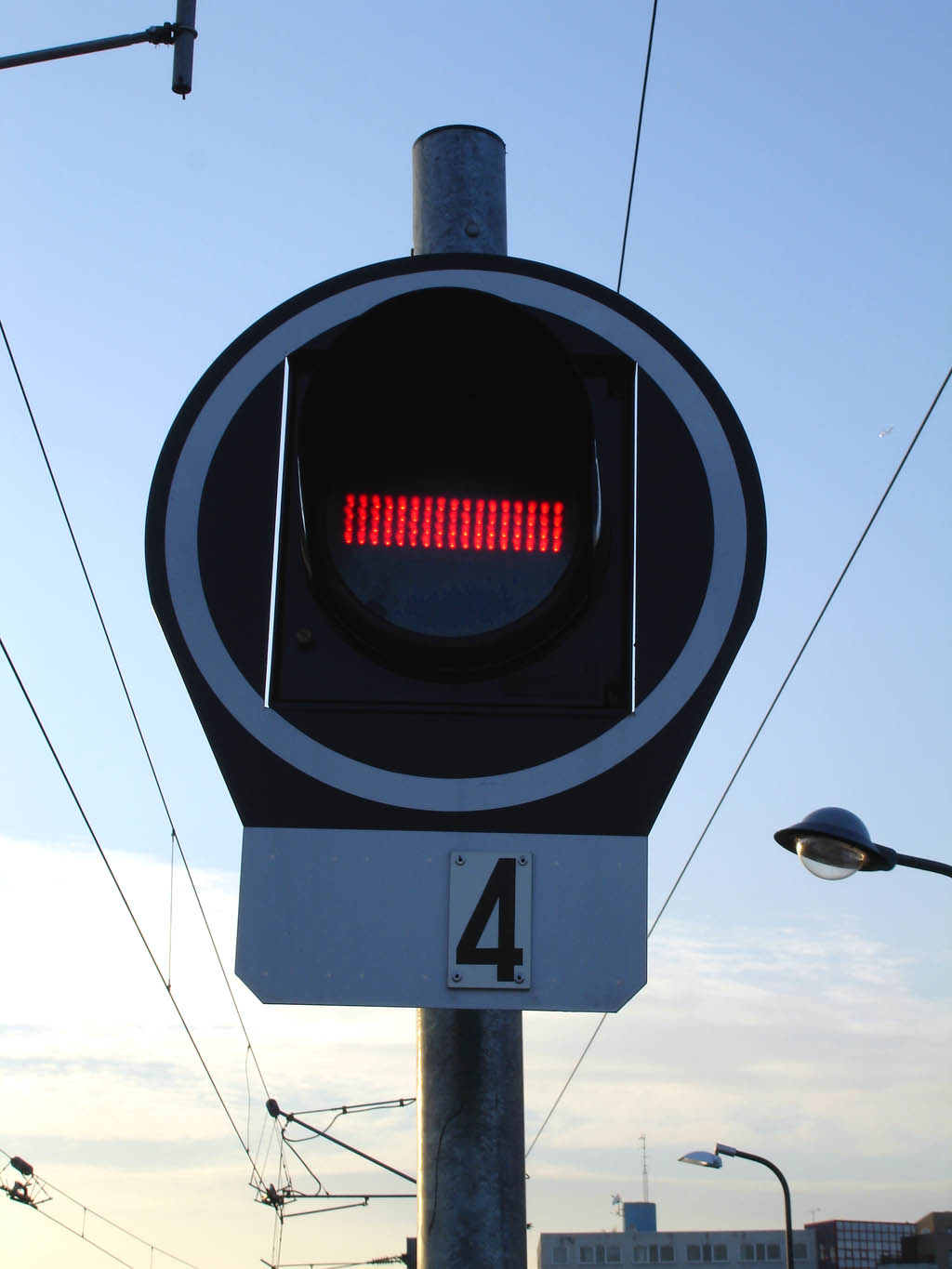
Signalisation du T4 francilien : Signal d'exploitation (zones d'aiguillages) imposant l'arrêt — Bondy (Seine-Saint-Denis), France.

La signalisation tramway, normalement propre à chaque réseau de tramway, présente de nombreux points communs en Europe.

## France
En France, elle est différente de la signalisation routière, car les tramways ne sont pas soumis au code de la route. Certains signaux routiers lui sont néanmoins applicables. La signalisation spécifique des tramways est définie par chaque réseau, avec une harmonisation définie par des préconisations du Centre d'études sur les réseaux, les transports, l'urbanisme et les constructions publiques (CERTU).

### La conduite à vue
Dans la plupart des cas, l'exploitation des lignes de tramways repose sur le principe de la « conduite à vue », ou « conduite tramway ». Contrairement au cas des chemins de fer et aux réseaux de métro, où la signalisation assure au conducteur du convoi que la voie est libre devant lui, le traminot doit en permanence adapter sa vitesse, de façon à éviter tout contact avec une autre rame qui le précède, ou avec l'environnement rencontré (véhicules aux carrefours, piétons, etc.).
La conduite à vue, mode normal de conduite, est fondamentalement différente de la « marche à vue » pratiquée sur le réseau ferré national français.

### Les signaux d’exploitation

#### Aux carrefours (SLT: Signalisation Lumineuse de Trafic)
Dans la signalisation des tramways, on distingue plusieurs signaux :
- L’« Horizontal » : il interdit le passage. Si le feu ne passe pas au vertical, le conducteur peut repartir sur ordre, sans dépasser la vitesse de 10 km/h et en faisant fonctionner ses feux de détresse.
- Le « Vertical » (ou « Oblique » dans le cas d'un aiguillage avec changement de direction) : il autorise le passage.
- Le « disque » : il ordonne l'arrêt. Cependant, le conducteur peut franchir ce signal à condition qu'il ne soit pas en mesure de s'arrêter avant.
- Le « disque clignotant » : le signal est en dérangement. Le conducteur peut traverser le carrefour de lui-même. Il doit faire usage de ses feux de détresse et circuler à une vitesse inférieure à 10 km/h.
- Un « signal éteint » : le signal est en dérangement. Le conducteur doit marquer un arrêt équivalent à un stop. Pour s'avancer, il doit allumer ses feux de détresse et ne pas dépasser la vitesse de 10 km/h.

En outre, il existe lors des traversées des carrefours un système d'aide à la conduite (SAC) propre à chaque réseau (ou système de transport). Le SAC permet d'avoir une plus grande sécurité aux carrefours en aidant le conducteur à anticiper son freinage. En outre, il est toujours associé, de fait, au mât du signal qui précède le carrefour.
Le SAC le plus couramment rencontré dans les réseaux français peut présenter plusieurs indications.
- Le losange permet d'informer le conducteur que celui-ci a été pris en charge (gestion de la priorité tramway au carrefour, géré par le contrôleur).
- Le point d'exclamation annonce le « Vertical ». De plus, il peut aussi être utilisé afin d'annoncer le « Disque »[4].

Horizontal avec SAC éteint
Horizontal et SAC à la prise en charge
Horizontal et SAC à l'annonce de Vertical
Vertical
Disque
Disque clignotant
Signal éteint

#### En manœuvre
Signaux de direction

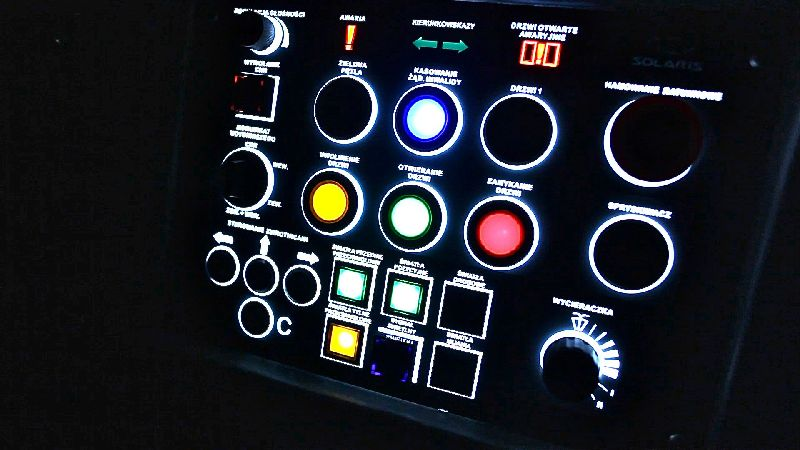
Exemple de télécommande d'aiguillages (en bas à gauche)

En règle générale, les aiguillages sont annoncés par des signaux qui leur sont propres. Leur manœuvre peut être télécommandée par le traminot depuis sa cabine de conduite ou gérée à distance depuis le système central de supervision de la signalisation ferroviaire. Lorsque la commande s'effectue, un signal lui confirme sa direction. Ce signal est aussi appelé « Indicateur d'Aiguille » (ou IA).

IA droit
IA droit (variante)
IA à gauche
IA à droite
IA rouge (arrêt impératif)

Signaux divers
La signalisation lumineuse de sécurité est nécessaire dans des endroits dangereux tels que les lieux de manœuvres, passages à niveau, croisements de lignes, et lorsqu'une seule voie permet la circulation de tramway dans les deux sens. Il peut soit être du type routier à trois feux, soit du type réduit à deux feux.
- Le feu vert (ou Voie Libre) : l'itinéraire est protégé des trams de sens contraire, les aiguillages sont dans la position adéquate ; il permet le passage.
- Le feu orange : l'itinéraire est protégé des trams de sens contraire, les aiguillages sont dans la position adéquate, cependant il y a un risque et appelle à une vigilance accrue.
- Le feu rouge : il interdit le passage car il protège un obstacle : aiguillage, tram en manœuvre, etc.

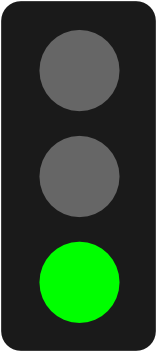
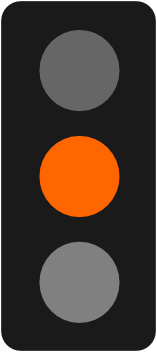
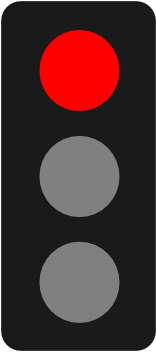
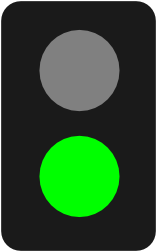
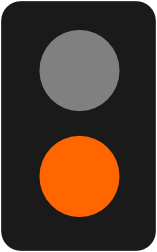
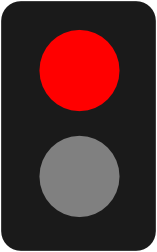

### Signaux relatifs à l'énergie électrique
Les signaux « Couper traction » et « Rétablir traction » sont utilisés pour informer le conducteur qu'il va rencontrer une zone alimentée par un autre transformateur. À ce titre il ne faut plus qu'il utilise l'énergie électrique pour continuer à accélérer. Ces deux signaux sont généralement espacés de la distance nécessaire pour éviter la formation d'arc électrique, qui équivaut à la distance d'une ou plusieurs rame(s) de tramway selon le réseau emprunté.

Couper Traction
Rétablir Traction

Il existe aussi des signaux permettant d'indiquer au chauffeur que la ligne aérienne de contact (aussi appelée LAC) est alimentée en courant ou pas. Différents symboles existent en fonction des réseaux sur lesquels ils sont utilisés.
Ce symbole est appelé « Indicateur de Courant Coupé » (ICC). Il est utilisé sur le réseau de la RATP (feux blancs jusqu'en 2012, feux verticaux verts et les feux horizontaux rouges pour les lignes ouvertes à partir de 2012 : prolongement du T3a, T3b, T5 et T7).

Le courant est présent dans la LAC
Le courant est absent dans la LAC

Ici, c'est le symbole utilisé sur le réseau de Lille – Roubaix – Tourcoing (il est identique à celui utilisé dans le métro parisien). Sur le tramway de Saint-Étienne par exemple, ce signal est de couleur orange.

Le courant est présent
Le courant est absent

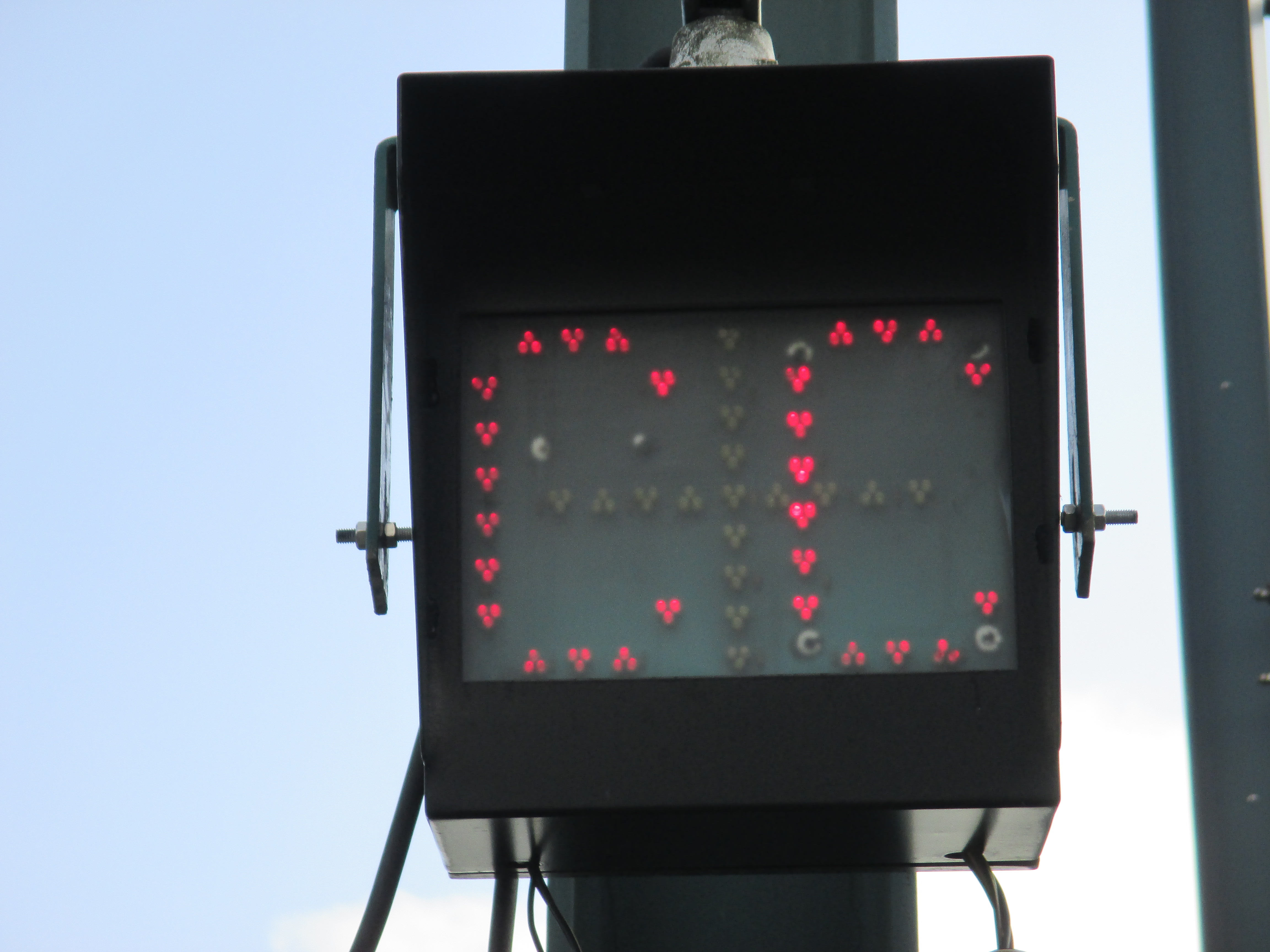
Indicateur d'absence Tension Réseau de Lille

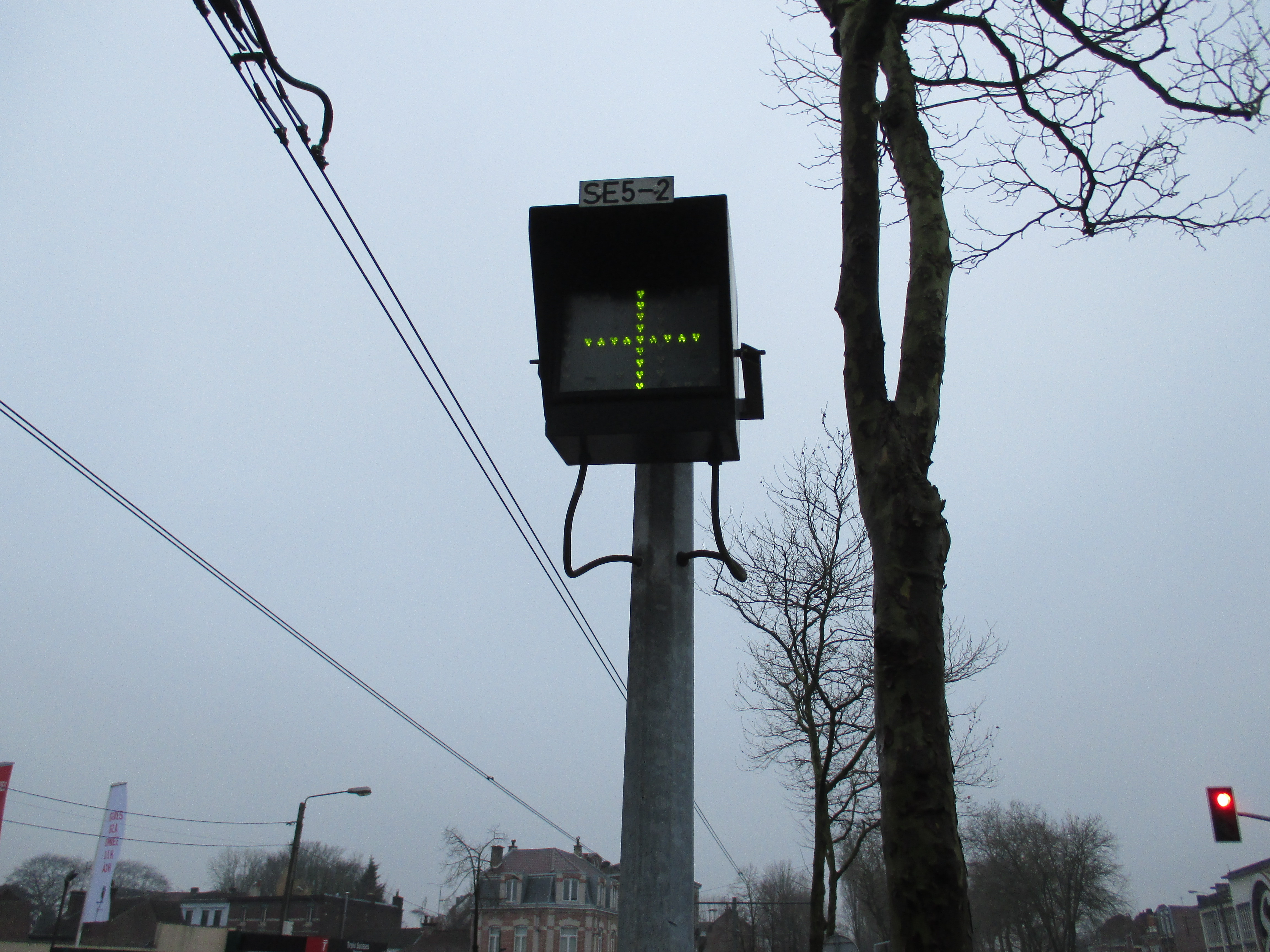
Indicateur de Présence tension Réseau de Lille

Sur le tramway de Marseille et de Montpellier, ces signaux présentent encore un autre aspect : un feu orange fixe quand le courant est présent et clignotant en cas d'absence de courant.

### Signaux de limitation de vitesse
Les signaux indiquent au conducteur la vitesse qu'il ne doit pas dépasser. Ceux-ci peuvent aussi être semblables aux panneaux routiers (B14 et B33)

Vitesse limitée à 40 km/h
Vitesse limitée à 30 km/h
Vitesse limitée à 15 km/h

### Les cas particuliers

#### Les zones à visibilité réduite

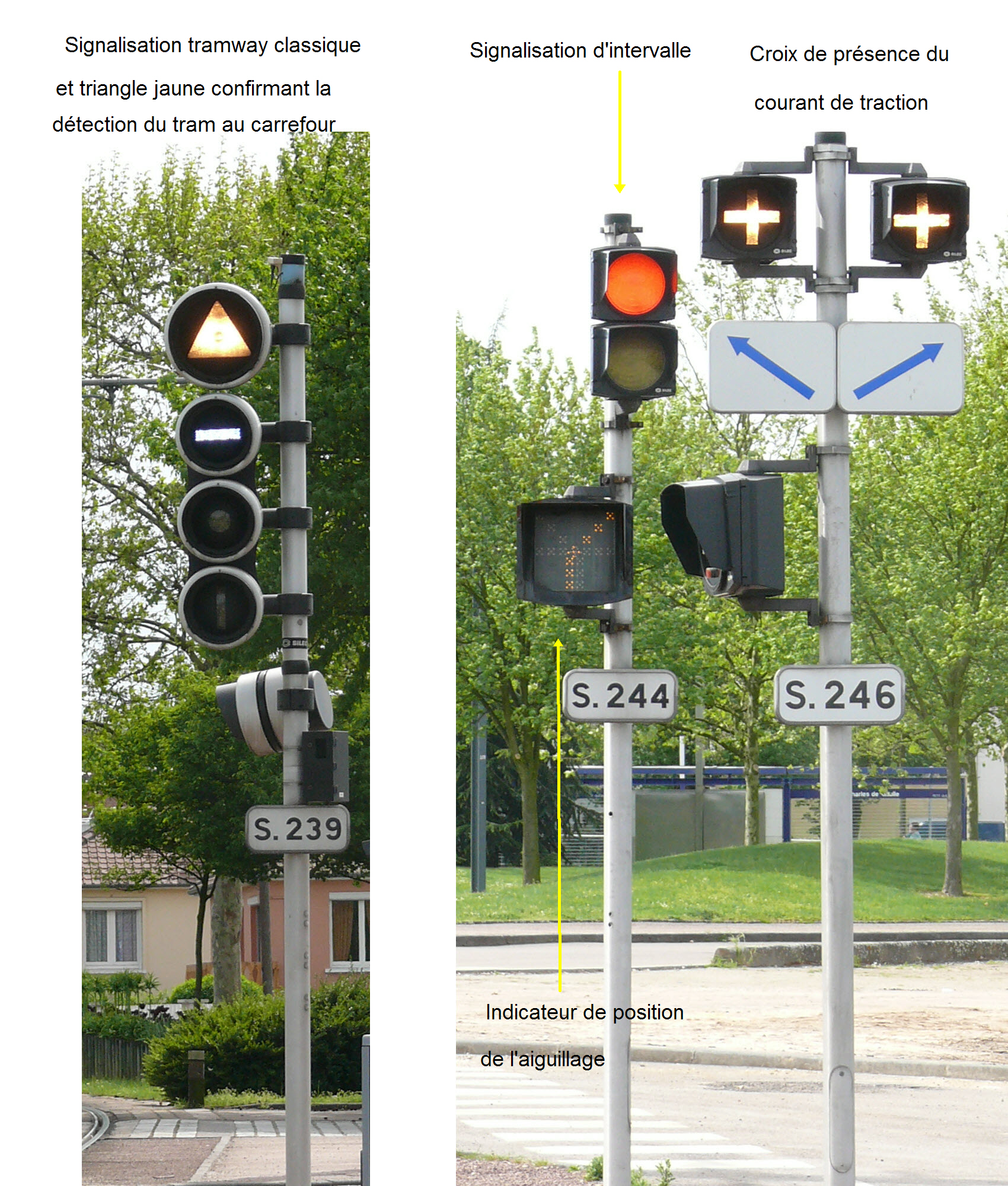
Signalisation lumineuse du tramway de Rouen.
À gauche : signalisation traditionnelle de tramway, ici présentant l’« Horizontal », avec en plus l'indicateur triangulaire jaune clignotant du système d'aide à la conduite. Sur ce réseau, le SAC à l'annonce du « Vertical » est matérialisé par la l'allumage fixe de cet indicateur.
À droite : ensemble de signaux implantés en sortie du dépôt, avec, sur le signal S.244, une signalisation rouge/verte utilisée dans les zones à faible visibilité, de type cantonnement d'espacement, et, en dessous, un indicateur de position d'aiguillage.
Les croix lumineuses du signal S.246 indiquent la présence de courant de traction

Dans les zones où la visibilité est la plus réduite et ne permet pas la conduite à vue en toute sécurité, il est mis en place des signaux de protection de la voie en aval, similaires à des signaux de cantonnement.
Le cas existe dans le tunnel du tramway de Strasbourg (mis en place à la suite d'une collision) et du tramway de Rouen, ainsi que dans certaines courbes.

#### Le block tramway
Dans le cas de vitesses limites plus élevées que 70 km/h, ou dans des sections à mauvaise visibilité (tunnel notamment), on considère qu'il n'est plus possible de conduire à vue. Il est donc nécessaire de mettre en place un système de signalisation d'espacement, simplifiée par rapport au « grand chemin de fer ».
Ce type de signalisation, automatique, est présent sur la ligne Rhônexpress (agglomération de Lyon) entre Meyzieu-ZI et l'aéroport Saint-Exupéry, sur le tram-train Nantes - Châteaubriant à partir de la Chapelle-sur-Erdre, sur la ligne 1 du tramway de Valenciennes (Famars Université - Espace villars), sur la ligne 3 du tramway de Mulhouse (Zu-Rhein - Lutterbach-Gare), sur le tramway de Rouen dans les sections souterraines, sur le tramway de Lille, et sur le tramway de Strasbourg, également dans les tunnels.

#### Les intersections barriérées

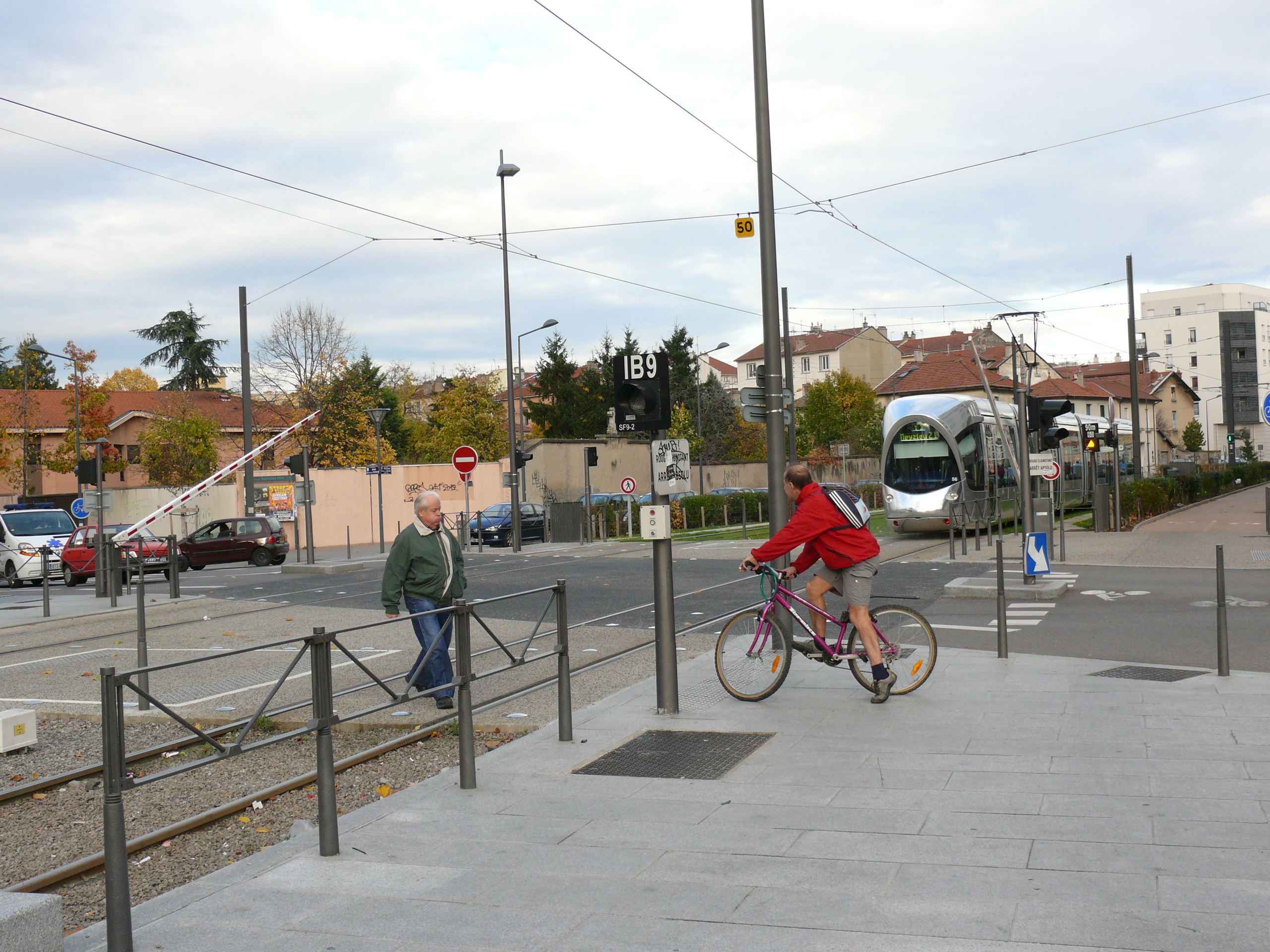
Intersection barriérée (IB) à la station Reconnaissance - Balzac de la ligne 3 du tramway de Lyon.
Les barrières se relèvent après le passage d'une rame.
On distingue également la signalisation tramway spécifique à ces intersections barriérées : Au premier plan, le panneau de l'IB9, éteint (pas de tramway détecté) et, au droit de la rame, le panneau d'annonce de l'IB suivante, allumé à l'orange : tramway détecté

Certaines lignes de tramway circulent à vitesses élevées et en sites propres, ce qui nécessite d'assurer la protection des intersections avec les routes. C'est le cas de la ligne 3 du tramway de Lyon, où la ligne, dès qu'elle sort de son tracé urbain traditionnel, voit les carrefours routiers protégés par des passages à niveau à signalisation automatique dotés de deux demi-barrières, appelés « intersections barriérées » et dotés d'une signalisation ferroviaire particulière : un losange orange allumé placé à distance de l'intersection indique la détection de la rame, un signal rond bleu allumé indique, au droit du carrefour, que les barrières sont abaissées et interrompent la circulation automobile et piétonne.
La ligne 1 de Valenciennes dans sa section entre Valenciennes et Denain (autrefois limitée à 70 km/h) présente également des intersections barriérées.

## Luxembourg
Voir l'article tramway de Luxembourg.

## Belgique et Pays-Bas
En Belgique et aux Pays-Bas, les signaux tramways s'appliquent aussi bien à eux qu'aux autobus ou à tout autre véhicule autorisé sur leurs voies réservées.

Les signaux néerlandais (en haut) et belges (en bas).

Par rapport à l'image ci-dessus, la signification est la suivante, de gauche à droite :
- le véhicule peut continuer sa route, uniquement tout droit ;
- le véhicule peut continuer sa route, uniquement vers la gauche ;
- le véhicule peut continuer sa route, uniquement vers la droite ;
- le véhicule peut franchir l'intersection sans restriction de direction, ce signal est surtout destiné aux autobus ;
- annonce de fermeture du signal ;
- arrêt.

Sur certaines lignes de tram circulant en site propre, il y a des passages à niveau de type ferroviaire, avec croix de Saint-André, etc. Le plus complet de ceux-ci se trouve sur la ligne 44 du tramway de Bruxelles, à quelques mètres du carrefour dit des Quatre Bras de Tervueren.

## Italie
En Italie, la signalisation tramway de protection des carrefours est commune avec les feux destinés aux autobus et se présente de façon quelque peu différente de ce qu'on peut trouver dans d'autres pays européens :
- Barre horizontale blanche : Arrêt ;
- Triangle jaune : Équivalent du feu orange pour les voitures ou du point blanc utilisé dans d'autres pays ;
- Barre verticale ou oblique blanche : Voie libre vers la direction indiquée par la barre.

Selon les villes, on peut aussi trouver un signal complémentaire concernant la priorité aux feux : sur le tramway de Florence, ce signal prend la forme du point blanc.
Les signaux de protection d'aiguillages ne sont pas normalisés, leur aspect varie selon les réseaux.